# Bataille de Pavie (1431)
La Bataille de Pavie ou bataille du Pô est une bataille des guerres de Lombardie. 

## Histoire
La bataille s'est déroulée le 6 juin 1431, sur le Pô, près de Crémone . La bataille a vu une confrontation  entre 85 galères vénitiennes, envoyées vers Crémone pour soutenir l'armée du comte de Carmagnola, et un nombre quelque peu supérieur de galères milanaises. Les Vénitiens étaient commandés par Niccolò Trevisani .

## Issue
La bataille a entraîné la défaite des Vénitiens, qui ne pouvaient pas être aidés par l'armée de campagne de Carmagnola, avec une perte d'environ 2 500 hommes, 28 galères et 42 navires de transport.

## Bataille
En fin de soirée du 21 juin 1431, la flotte milanaise attaqua celle de Venise sur le Pô près de Crémone mais cinq galions de la première, détachés du reste de la flotte, furent bientôt encerclés et capturés, puis l'obscurité cessa temporairement les hostilités. Francesco Sforza et Niccolò Piccinino, informés de ce qui s'était passé, ont décidé de monter à bord des navires la nuit avec les milices les plus choisies et pour empêcher Carmagnola de les imiter, ils ont envoyé deux espions au camp vénitien avec la tâche de faire passer le mot que Piccinino , à l'aube, les aurait attaqués. Aux premières lueurs de l'aube du 22 juin, la flotte milanaise engage la flotte vénitienne qui ne s'attendait pas à être de nouveau attaquée après la défaite de la veille au soir. La bataille a duré environ 12 heures et a eu lieu sur le tronçon de rivière juste en aval de la ville de Crémone. Pour tenter d'éviter la défaite, Trevisan envoya plusieurs fois des messagers à Carmagnola pour lui venir en aide mais ceux-ci, craignant une attaque surprise de Piccinino, décidèrent de ne pas intervenir. De nombreuses gelées vénitiennes, plus grosses et avec un tirant d'eau plus important que les milanaises, s'échouèrent sur les éboulis du fleuve et furent facilement capturées, dont le vaisseau amiral du Trevisan. Ayant perdu tout espoir de victoire, Trévisan décide de se retirer avec ce qui reste de la flotte vénitienne.

## Conséquences
Les Vénitiens ont perdu 28-29 galions et 42 navires mineurs, 9 000 à 11 000 hommes entre morts et prisonniers, 60 000 ducats prêts à payer la solde des troupes, 1 500 escopettes, 2 000 cuirasses et autant d'arbalètes ainsi que des bannières et des provisions avec un dommage estimé autour à 600 000 florins. Au cours de la bataille, une querelle a gravement blessé Niccolò Piccinino au cou, lui coupant les nerfs et le rendant boiteux pour le reste de sa vie. Mais la défaite a bloqué les opérations de toute l'armée vénitienne, étant donné que les autorités vénitiennes considéraient qu'il était imprudent de traverser l'Adda, la dernière ligne de défense de Milan, sans le soutien d'une flotte fluviale, et ainsi toute la campagne de guerre a été annulée. de Carmagnole jusque-là. Les navires vénitiens capturés par la flotte Visconti furent amenés en triomphe à Pavie (siège de la flotte Visconti), où ils étaient encore exposés au XVIe siècle.

## Voir également
- Bataille de Soncino